# 캐디안소프트
캐디안소프트는 1992년 1월에 설립된 대한민국의 소프트웨어 회사이다. 대표적인 소프트웨어는 캐디안으로, 오토캐드의 거의 모든 버전과 양방향으로 탁월한 호환성(dwg 파일 포맷 지원)을 유지, 오토캐드 명령어 지원, 오토캐드의 Autolisp 및 ADS 지원, Object ARX 지원(2008년 7월)하므로 오토캐드 사용자들이 캐디안으로 마이그레이션 하여도 불편을 느끼지 않게 개발된 프로그램이다.
캐디안소프트(CADianSoft)의 캐디안(CADian)은 한글, 영문, 중문 간체, 중문 번체, 일본어, 헝가리어 등 다국어 버전을 지원하며, 129개 국가에서 사용되고 있다.